# Équipe d'Allemagne féminine de football
Vous lisez un « bon article » labellisé en 2009.
Cet article traite de l'équipe féminine. Pour l'équipe masculine, voir Équipe d'Allemagne de football.
Maillots

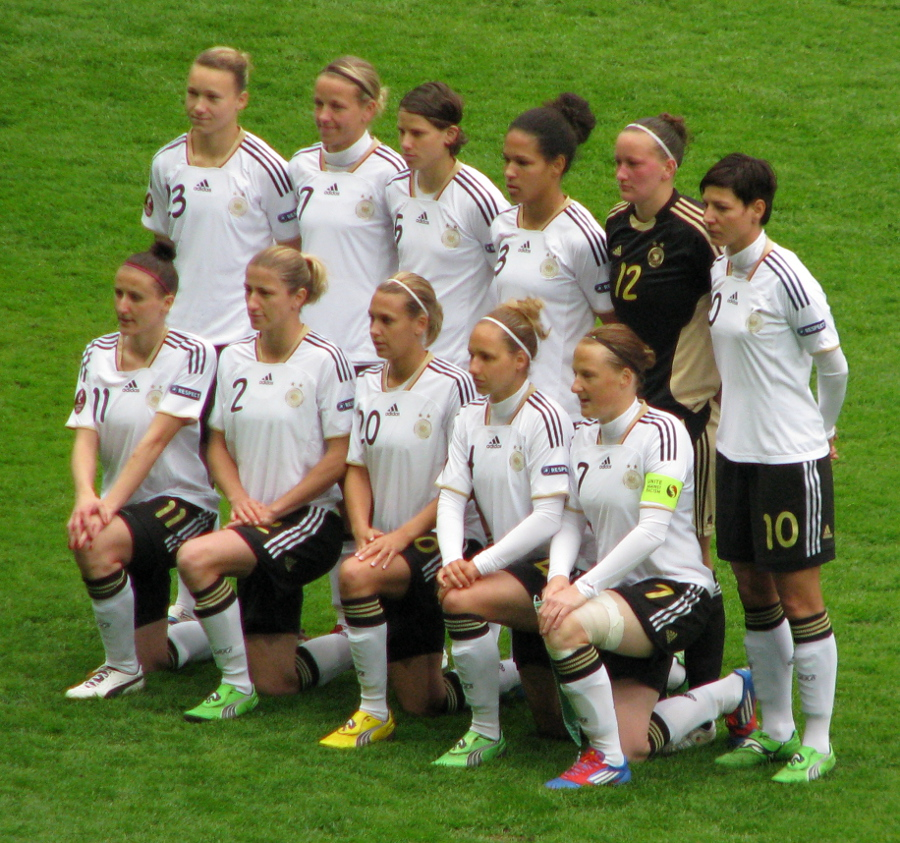
L'équipe d'Allemagne en 2012.

L'équipe d'Allemagne féminine de football (en allemand : « Deutsche Fußballnationalmannschaft der Frauen ») est l'équipe nationale qui représente l'Allemagne dans les compétitions majeures de football féminin : la Coupe du monde, les Jeux olympiques, les championnats d'Europe et l'Algarve Cup. Elle est gérée par la Fédération allemande de football (DFB). Son premier match officiel a eu lieu en 1982. Après la réunification allemande, la DFB est restée du côté de l'Allemagne de l'Ouest.
L'équipe d'Allemagne féminine est l'une des équipes les plus titrées de l'histoire du football féminin. Remportant à deux reprises la Coupe du monde, en 2003 et 2007, elle fait de l'Allemagne la seule nation à avoir remporté le titre mondial à la fois chez les hommes et les femmes. Elle a également remporté huit des 13 Championnats d'Europe, dont six consécutifs entre 1995 et 2013. Enfin, lors des 7 éditions où le football féminin fut présent aux Jeux olympiques, l'Allemagne a remporté la médaille d'or en 2016 ainsi que trois médailles de bronze (2000, 2004 et 2008). Birgit Prinz, élue à trois reprises meilleure footballeuse du monde (2003, 2004 et 2005), détient le record de sélections, de buts et le record de buts marqués dans l'histoire de la Coupe du monde.
Le football féminin a longtemps été mis à l'index en Allemagne puisque tout match officiel y était interdit jusqu'en 1970. Mais, depuis son premier titre de championne du monde en 2003, la popularité de l'équipe féminine de football d'Allemagne ne cesse d'augmenter. Christian Wück est sélectionneur de l'équipe depuis 2024, succédant à Horst Hrubesch qui a dirigé l'équipe par intérim l'année précédente.
La sélection termine l'année 2024 en occupant la 3e place du classement FIFA avec 2 012,29 points.

## Histoire

### Genèse du football féminin allemand
La victoire de la sélection masculine ouest-allemande lors de la Coupe du monde de football 1954 suscite un engouement pour ce sport chez les femmes dans le pays. Cependant, en 1955, la fédération d'Allemagne de football (DFB) interdit aux clubs de « fonder ou d’accueillir des sections de football féminin ». Elle s'explique en prétextant que le football féminin impliquerait de procéder à des modifications du règlement (suppression de la charge, ballon plus léger…) qui priveraient le football de ses caractéristiques de sport de combat. Malgré cette interdiction, des équipes féminines continuent de jouer, notamment dans le bassin de la Ruhr qui devient le bastion du football féminin. En 1956, six clubs féminins sont attestés en RFA, dont deux à Essen et Dortmund. La même année a lieu la première rencontre Allemagne - Pays-Bas, que les Allemandes remportent 2-1. À la fin des années 1960, on compte 60 000 footballeuses allemandes, pour partie membres de sections de clubs appartenant à la DFB malgré l’interdiction. Alors que la première Coupe du monde féminine est organisée officieusement en Italie, la DFB met fin en 1970, bon gré, mal gré, à l'interdiction du football féminin afin de pouvoir le contrôler. La Fédération demande à des experts médicaux d’attester que le sport est sans risque pour les femmes et institue un règlement particulier pour le football féminin (notamment : temps de jeu réduit, usage de chaussures sans crampons et ballon plus léger).
Tandis que d'autres fédérations de football ont déjà mis en place des sélections nationales féminines officielles dans les années 1970, la DFB met du temps à se doter d'une sélection nationale féminine. En 1981, Horst Schmidt, officiel de la DFB, est sollicité pour présenter une équipe à la Coupe du monde non officielle. Il accepte cette tâche sans révéler aux organisateurs du tournoi que l'Allemagne de l'Ouest ne dispose pas encore d'une véritable équipe nationale. Pour éviter une humiliation, la DFB envoie les championnes d'Allemagne en titre, Bergisch Gladbach 09, pour la représenter. À la suite de cette situation ubuesque, la DFB considère enfin qu'il est important de créer une véritable équipe nationale. La sélection nationale féminine est fondée en 1982 et le président de la DFB, Hermann Neuberger, nomme Gero Bisanz, éducateur du collège des sports de Cologne, au poste de sélectionneur.

### 1982-1987: débuts difficiles de la sélection
En septembre 1982, Bisanz choisit seize joueuses et organise deux stages d'entraînement. Le premier match international officiel se déroule le 10 novembre 1982 à Coblence face à la Suisse. Doris Kresimon inscrit le premier but international de la sélection à la 25e minute. En seconde période, Silvia Neid, 19 ans, inscrit un doublé pour une victoire finale 5-1. Neid deviendra en 1996, assistante du sélectionneur puis, en 2005, sélectionneuse de l'équipe nationale allemande.
L'Allemagne participe à ses premières qualifications officielles lors du championnat d'Europe 1984 et ne perd qu'une seule rencontre, 1-0 contre le Danemark, sur les six disputées. Mais, avec cinq matchs nuls, elle ne termine que troisième de sa poule derrière le Danemark et les Pays-Bas et ne se qualifie pas pour les demi-finales. Pour Bisanz, l'objectif de ces qualifications n'est que de combler l'écart avec les meilleures sélections continentales que sont les Scandinaves et les Italiennes en s'appuyant sur un programme de marche où il sélectionne des jeunes joueuses.
La sélection allemande est ensuite invitée à participer au Mondialito 1984 avec l'Italie, la Belgique et l'Angleterre. L'Allemagne parvient à battre les Italiennes 2-1 et les Anglaises, récentes vice-championnes d'Europe, sur le score de 2-0 lors du premier tour de cette compétition non officielle. En finale, les Allemandes s'inclinent 3-1 contre la sélection italienne.
Lors de l'édition 1987 du championnat d'Europe, l'Allemagne s'arrête à nouveau au stade des éliminatoires en prenant la troisième place du groupe derrière la Norvège et le Danemark. Toutefois l'équipe remporte son premier match en compétition officielle contre la Finlande (1-0 à Lüdenscheid le 3 octobre 1984).

### 1987-1995: premiers titres continentaux

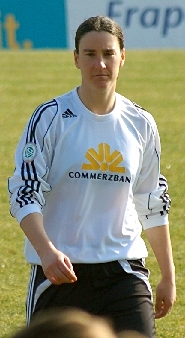
Birgit Prinz inscrit son premier but en tournoi majeur en 1995.

En 1989, l'Allemagne termine en tête de son groupe des éliminatoires (sans avoir concédé le moindre but et en demeurant invaincue) pour le championnat d'Europe 1989 devant l'Italie, la Hongrie et la Suisse. Lors des quarts de finale disputés en match aller-retour, elle écarte la Tchécoslovaquie (1-1 à Bratislava et 2-0 à Kaiserslautern) puis accueille le tournoi final où s'affrontent les quatre demi-finalistes. En demi-finale, elle élimine l'Italie (1-1 ; 4-3 aux t.a.b.) à Siegen. Cette rencontre est le premier match de football féminin diffusé à la télévision allemande. La gardienne Marion Isbert arrête trois tirs lors de la séance de tirs au but avant d'inscrire elle-même le tir au but décisif. Enfin, le 2 juin 1989, à Osnabrück, l'Allemagne remporte son premier trophée et le premier titre international de la sélection en battant la Norvège 4-1 devant 22 000 spectateurs grâce aux buts d'Ursula Lohn, Heidi Mohr et Angelika Fehrmann.
Après la réunification allemande, l'Allemagne de l'Est rejoint la DFB. La sélection est-allemande n'a alors disputé qu'une seule rencontre officielle dans son histoire, contre la Tchécoslovaquie le 9 mai 1990, lors d'une rencontre amicale perdue 3-0. L'Allemagne unifiée défend donc son titre continental lors du championnat d'Europe féminin de football 1991. Elle se qualifie pour le tournoi final en écartant la Hongrie, la Tchécoslovaquie et la Bulgarie au premier tour puis l'Angleterre en quart de finale (4-1 en Angleterre, 2-0 en Allemagne), le tout sans perdre aucun match. En demi-finale, au Danemark, elle bat l'Italie 3-0 et conserve son titre en maîtrisant 3-1 la Norvège après prolongations grâce à deux buts d'Heidi Mohr et un de Neid. Cette performance lui permet de se qualifier pour la première Coupe du monde, organisée en Chine en 1991.
Lors de cette Coupe du monde, l'Allemagne remporte, sans encaisser de but, ses trois matchs de poule contre le Nigeria, Taïwan et l'Italie. Neid est la première Allemande à inscrire un but en Coupe du monde, contre le Nigeria, le 17 novembre 1991. En quart de finale, l'Allemagne élimine le Danemark (2-1 après prolongations grâce à un but d'Heidi Mohr) mais est sèchement battue en demi-finale par le futur vainqueur, les États-Unis, sur le score de 5-2. Elle termine quatrième de la compétition après une nouvelle défaite contre la Suède 4-0 en match de classement.
Qualifiée directement en quart de finale de l'édition 1993 de l'Euro après le forfait de la Yougoslavie, l'Allemagne écarte la Russie en quart de finale (7-0 à Moscou, 0-0 à Rheine). En revanche, lors du tournoi final organisé en Italie, elle est éliminée par le pays hôte (1-1, 3-4 aux t.a.b.) en demi-finale à Rimini et prend la quatrième place après une nouvelle défaite contre le Danemark en match de classement (1-3). Malgré ce résultat décevant, de nouveaux talents telles Steffi Jones, Maren Meinert et Silke Rottenberg font leurs débuts en compétition et deviendront des joueuses clefs de la sélection allemande.

### 1995-2002: déceptions olympiques et en Coupe du monde
En 1995, après être sortie vainqueur de sa poule de qualification devant la Croatie, la Suisse et le Pays de Galles, l'Allemagne élimine à nouveau la Russie en quart de finale (1-0 en Russie, 4-0 en Allemagne) puis l'Angleterre en demi-finale (4-1 à Watford et 2-1 à Bochum). En finale, elle décroche son troisième titre européen, contre la Suède par 3-2 au Fritz-Walter-Stadion de Kaiserslautern le 25 mars 1995, grâce aux buts de Maren Meinert, de Birgit Prinz et de Bettina Wiegmann. Ce résultat lui permet de se qualifier pour la Coupe du monde 1995 qui se déroule en Suède.

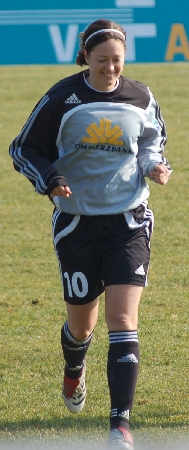
Renate Lingor, titulaire en équipe d'Allemagne entre 1995 et 2008.

Lors de cette Coupe du monde, l'Allemagne termine première de son groupe après deux victoires contre le Japon (1-0) et le Brésil (6-1) et une défaite contre la Suède (2-3). En quart de finale, elle bat l'Angleterre 3-0 puis se qualifie pour la finale en éliminant la Chine 1-0. Lors de l'ultime match à Stockholm, l'équipe allemande perd contre la Norvège 2-0 à Stockholm. Toutefois, l'Allemagne vient de réaliser sa meilleure performance en Coupe du monde.
Sa place de finaliste à la Coupe du monde et son titre européen lui permettent de participer au tournoi olympique des Jeux olympiques de 1996 à Atlanta. Lors de ce tournoi, elle gagne contre le Japon (3-2 où Bettina Wiegmann marque le premier but allemand aux Jeux olympiques). Les Allemandes sont ensuite battues par la Norvège et tenues en échec par le Brésil : elles ne terminent qu'à la troisième place de leur poule et sont éliminées. Cette contre-performance provoque la démission de Bisanz, en poste depuis 1982, et son remplacement par son assistante depuis 1983, Tina Theune-Meyer. Celle-ci choisit comme assistante l'ancienne joueuse Silvia Neid qui vient de prendre sa retraite sportive.
Lors des éliminatoires du championnat d'Europe 1997, premières rencontres avec Theune-Meyer à la tête de la sélection, l'Allemagne termine à la deuxième place de son groupe derrière la Norvège et doit disputer des matchs de barrage, contre l'Islande, qu'elle remporte facilement (3-0 à Reykjavik puis 4-0 à Coblence). Au tournoi final, qui se déroule en Suède et Norvège, et réunit pour la première fois huit sélections, l'Allemagne est tenue en échec par l'Italie puis par la Norvège. Finalement elle obtient sa qualification pour les demi-finales après avoir battu le Danemark 2-0 lors du troisième match de poule. En demi-finale, elle s'impose contre la Suède (1-0) et remporte son quatrième titre européen en battant l'Italie 2-0 en finale à Oslo (buts de Sandra Minnert et Birgit Prinz). Par la suite, comme chez ses homologues masculins, l'UEFA décide d'organiser les championnats d'Europe tous les quatre ans au lieu de deux ans à partir de 1997.
En 1999, des éliminatoires sont organisées en Europe pour déterminer les équipes qualifiées pour la Coupe du monde. L'Allemagne termine deuxième de sa poule derrière la Norvège et affronte en barrages l'Ukraine qu'elle élimine (5-0 en Allemagne, 1-1 à Kiev) pour obtenir son billet pour la Coupe du monde 1999 organisée aux États-Unis. Lors de cette Coupe du monde, l'Allemagne tient en échec l'Italie puis bat facilement 6-0 le Mexique. Lors du match décisif, bien que neutralisée par le Brésil qui égalise à la dernière minute (score final de 3-3), elle décroche sa qualification pour les quarts de finale contre le pays hôte. Face aux États-Unis, l'Allemagne est éliminée sur un score de 3-2 après avoir mené à deux reprises face à la future championne devant 54 642 spectateurs dont Bill Clinton,.
L'année suivante, l'Allemagne participe aux Jeux olympiques de 2000 en Australie. Après un premier tour passé sans difficulté en battant l'Australie, le Brésil et la Suède, elle est battue par la Norvège en demi-finale (1-0 sur un but contre son camp de Tina Wunderlich à la 80e minute). L'Allemagne décroche la médaille de bronze en disposant du Brésil 2-0 dans le match de classement pour la troisième place grâce à Birgit Prinz et Renate Lingor. L'Allemagne décroche sa première médaille olympique en football depuis celle de bronze obtenue par les hommes à Séoul en 1988.
L'équipe se montre expéditive en phase éliminatoire pour le championnat d'Europe 2001 en gagnant cinq de ses six matchs : elle termine en tête de son groupe composé de l'Italie, de l'Ukraine et de l'Islande. L'UEFA lui confie l'organisation du tournoi final qui réunit huit nations entre juin et juillet 2001. Au premier tour, l'Allemagne bat la Suède, la Russie et l'Angleterre et termine en tête de sa poule. En demi-finale, elle bat la Norvège 1-0 sur un but de Sandra Smisek puis conserve son titre en finale le 7 juillet 2001 à Ulm contre la Suède (victoire 1-0 après prolongations grâce à un but de Claudia Müller).

### 2003-2016: deux Coupes du monde consécutives, trois Euros consécutifs et une victoire aux Jeux olympiques de 2016

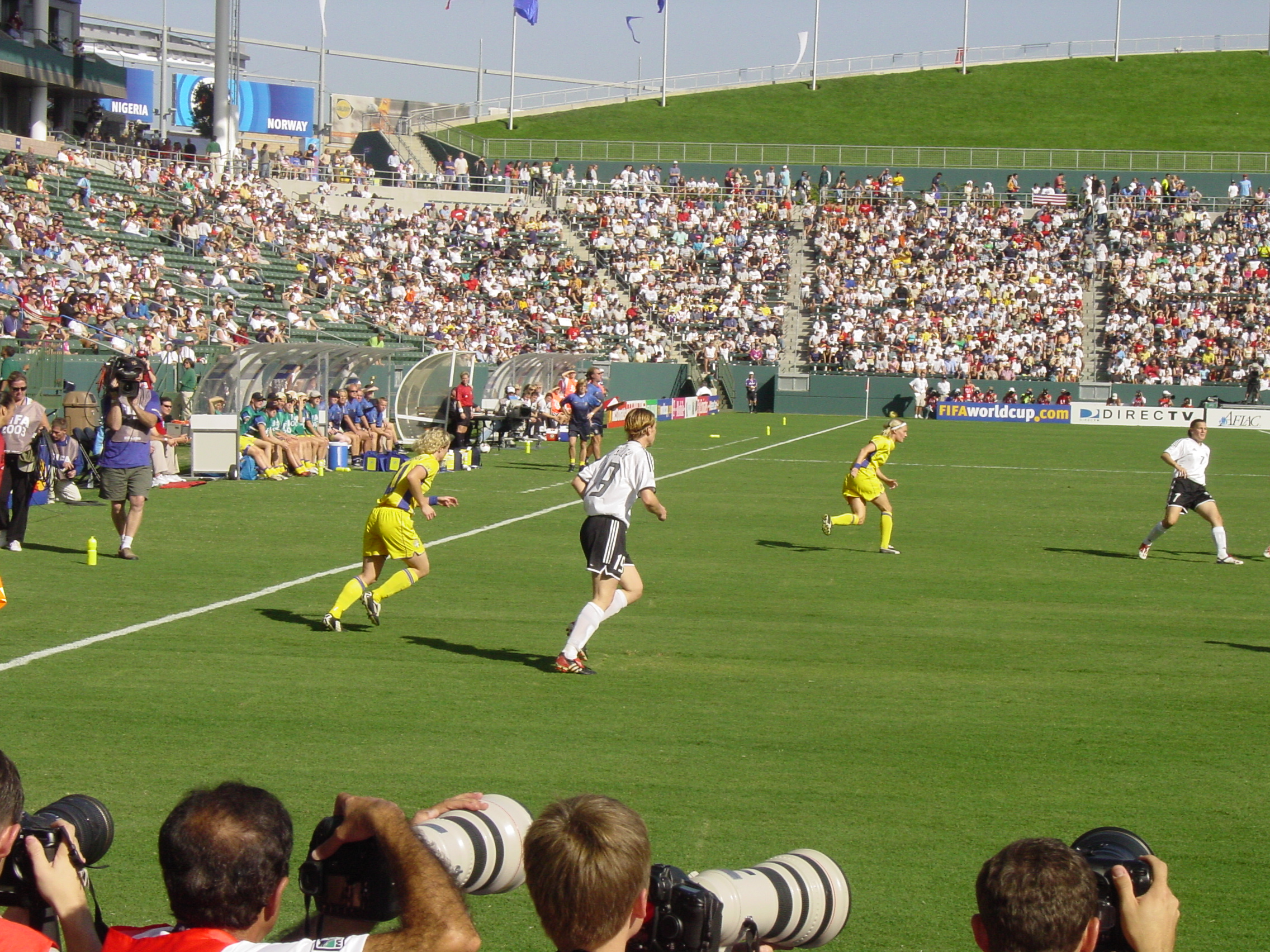
L'Allemagne rencontre la Suède en finale de la Coupe du monde 2003.

L'Allemagne dispute les éliminatoires pour la Coupe du monde 2003, et décroche facilement sa qualification en remportant tous ses matchs (contre l'Angleterre, les Pays-Bas et le Portugal). La Coupe du monde 2003 initialement prévue en Chine, est finalement organisée par les États-Unis en raison de l'alerte au SRAS. Au premier tour, l'Allemagne effectue un parcours sans faute en battant le Canada, le Japon puis l'Argentine. En quart de finale, elle bat facilement la Russie 7-1 puis crée la surprise en battant 3-0 les États-Unis, qui jouent à domicile, pour se qualifier pour la finale. Au terme d'un match serré, la Suède ouvre le score mais Maren Meinert égalise. Les Allemandes inscrivent pour la première fois leur nom au palmarès de la Coupe du monde en s'imposant sur le score de 2-1 après les prolongations et le but de Nia Künzer. Birgit Prinz termine meilleure buteuse du tournoi et est élue meilleure joueuse.
Forte de ce titre, l'Allemagne est directement qualifiée pour les Jeux olympiques de 2004 d'Athènes. Au premier tour, elle s'impose face à la Chine (8-0 dont un quadruplé de Birgit Prinz) et le Mexique (2-0). Elle gagne en quart de finale contre le Nigeria 2-1 mais se fait éliminer en demi-finale par les États-Unis durant les prolongations (1-2). En match de classement, les Allemandes obtiennent pour la deuxième fois de suite la médaille de bronze en battant la Suède 1-0 grâce à un but de Renate Lingor.

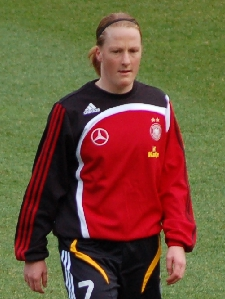
Melanie Behringer, titulaire en sélection entre 2005 et 2016.

Les éliminatoires pour le championnat d'Europe 2005 débutent en 2003. L'Allemagne, qui remporte ses huit matchs en marquant 50 buts et en n'en encaissant que deux, finit en tête de son groupe devant la République tchèque, l'Écosse, l'Ukraine et le Portugal. Lors du tournoi final disputé en Angleterre, elle gagne tous ses matchs du premier tour contre la Norvège, l'Italie et la France. En demi-finale, elle bat la Finlande 4-1 avant de s'adjuger son sixième titre dans cette compétition contre la Norvège 3-1 à Blackburn sur des buts de Inka Grings, Renate Lingor et Birgit Prinz. Tina Theune-Meyer décide alors de laisser la sélection à son adjointe Silvia Neid qui, l'année suivante, remporte pour la première fois l'Algarve Cup.
La sélection allemande participe ensuite aux éliminatoires pour la Coupe du monde 2007 et remporte tous ses matchs pour se qualifier devant la Russie, l'Écosse, l'Irlande et la Suisse. Elle joue le match d'ouverture de la Coupe du monde organisée en Chine et surclasse l'Argentine 11-0. Après avoir été tenue en échec par l'Angleterre, elle s'impose dans le dernier match de poule contre le Japon. En quart de finale, elle élimine la Corée du Nord 3-0 et remporte sur le même score la demi-finale qui l'oppose à la Norvège. En finale, le 30 septembre 2007 à Shanghai, elle conserve son titre devant le Brésil 2-0 sur des buts Birgit Prinz (52e minute) et Simone Laudehr (86e minute). L'Allemagne n'a encaissé aucun but durant cette édition et devient la première sélection à conserver son titre. Avec 14 buts, Prinz obtient le titre de meilleure buteuse de la Coupe du monde, toutes éditions confondues.
Qualifiées pour leurs quatrièmes Jeux olympiques, à Pékin, les Allemandes sont tenues en échec par le Brésil (0-0) avant de remporter leurs matchs contre le Nigeria (1-0) et la Corée du Nord (1-0). En quart de finale, elles battent la Norvège 2-1 mais, en demi-finale, retrouvent le Brésil qui leur inflige une sévère défaite (4-1). L'Allemagne remporte finalement sa troisième médaille de bronze consécutive en battant le Japon 2-0 sur des buts de Fatmire Bajramaj. La performance de la sélection déçoit la presse allemande et ses joueuses, enfin de son côté, la sélectionneuse Silvia Neid est vivement critiquée par la presse allemande.
Dans les éliminatoires de l'Euro 2009 entre 2007 et 2008, l'Allemagne aligne huit victoires en huit matchs contre les Pays-Bas, la Suisse, la Belgique et le pays de Galles. Elle défend donc son titre lors du tournoi final en août 2009 en Finlande, qu'elle remporte en battant l'Angleterre en finale (6-2).
La Coupe du monde 2011 se déroule à domicile et voit la sélection allemande comme l'une des favorites du tournoi ; l'équipe est pourtant éliminée au stade des quarts de finale par le Japon après prolongation (1-0), équipe surprise de la compétition et futur vainqueur.
Le championnat d'Europe 2013 est remporté par les Allemandes, qui confirment ainsi leur domination continentale avec un 6e titre européen consécutif (le 3e en l'espace de 8 ans), le 8e au total. Elles battent en finale la Norvège sur le score de 1-0.
La Coupe du monde 2015 qui a lieu au Canada voit l'Allemagne terminer 4e. En effet, après avoir passé le premier tour sans encombre en terminant en tête de son groupe B avec 7 points (2 victoires très nettes 10-0 contre la Côte d'Ivoire - 2e plus large succès allemand de l'histoire de la compétition derrière le 11-0 infligé à l'Argentine 8 ans plus tôt - et 4-0 contre la Thaïlande, ainsi qu'un nul 1-1 contre la Norvège qu'elle devance au classement à la différence de buts) ; elle domine aisément la Suède en 1/8e de finale (4-1), avant d'éliminer la France aux tirs au but (5 TAB à 4) après un score de parité à l'issue du temps réglementaire et de la prolongation (1-1, Célia Šašić sur penalty à la 84e minute ayant répondu à l'ouverture du score de Louisa Necib en faveur des Bleues 20 minutes plus tôt). Son parcours s'arrête en demi-finale contre les États-Unis, futures vainqueurs de la compétition (0-2, sur des buts Carli Lloyd à la 69e minute sur penalty et de Kelley O'Hara un quart d'heure plus tard), tandis que le match pour la 3e place voit l'Allemagne être battue en prolongation par l'Angleterre (0-1, but sur penalty de Fara Williams à la 108e minute).
Lors des Jeux olympiques de 2016, l'Allemagne pourtant tête de série connaît un démarrage compliqué. Elle ne termine qu'à la 2e place du groupe F avec 4 points, en ayant seulement battu le Zimbabwe facilement (6-1), tandis que les 2 autres rencontres contre ses concurrentes à la qualification ont vu l'Allemagne être neutralisée par l'Australie (2-2 après avoir été menée 0-2) puis s'incliner face au Canada (1-2). Elle monte cependant en puissance lors de la phase à élimination directe et l'emporte d'abord d'une courte tête face à la Chine (1-0) en quart de finale, avant de prendre sa revanche contre les Canucks (2-0) au terme d'une rencontre globalement maîtrisée en demi-finale. Elle remporte ensuite le match décisif face à la Suède (2-1) et s'adjuge un premier titre olympique dans son histoire après 3 médailles de bronze.

### 2017-: inconstance dans les grands rendez-vous
L'Allemagne arrive à l'Euro 2017 en tant qu'octuple vainqueur et sextuple vainqueur consécutif et doit défendre sa couronne aux Pays-Bas. Le premier tour est maîtrisé puisqu'elle termine à la première place au sein de son groupe B avec 7 points, grâce à 2 victoires (2-1 contre l'Italie et 2-0 contre la Russie) et un score nul et vierge (0-0) face à la Suède. Elle se retrouve opposée en quart de finale au Danemark et est favorite de la rencontre. Pourtant, l'Allemagne est surprise par les Scandinaves (1-2), Nadia Nadim à la 49e minute puis Theresa Nielsen à la 83e minute ayant répondu à l'ouverture du score d'Isabel Kerschowski dès la 3e minute de jeu. C'est la première fois depuis 1993 que l'Allemagne n'atteint pas les demi-finales d'un Euro.
La Coupe du monde 2019 voit l'Allemagne réaliser un 1er tour parfait sur le plan comptable (leader de son groupe B avec 3 victoires en autant de rencontres disputées et aucun but encaissé). Elle dispose ensuite sans difficultés du Nigeria en 1/8e de finale, qui faisait partie des 4 meilleurs 3e du premier tour (3-0). En quart de finale, elle retrouve la Suède, qu'elle avait battu en 1/8e de finale lors de l'édition précédente 4 ans plus tôt ainsi que lors de la finale des JO 2016 au Brésil. Cette rencontre connaît un déroulement similaire au quart de finale de l'Euro 2017 perdu contre une autre équipe scandinave, le Danemark : alors que la DFB-Frauenteam avait pris le match par le bon bout grâce à un but juste après le quart d'heure de jeu de Lina Magull, Sofia Jakobsson 6 minutes après cette ouverture du score allemande puis Stina Blackstenius à la 48e minute font basculer la rencontre en faveur des Blågult. Ces 2 seuls buts encaissés de la compétition par l'Allemagne sont lourds de conséquence puisqu'ils privent cette dernière d'une participation aux Jeux olympiques de Tokyo 2021 alors qu'elle était tenante du titre, l'Allemagne n'ayant pas atteint le dernier carré pour faire partie des équipes européennes éligibles, comme 8 ans plus tôt.
L'Allemagne signe une meilleure performance lors de l'Euro 2022 organisé en Angleterre. Elle domine d'abord son groupe B en terminant première avec 9 points, en gagnant toutes ses rencontres du premier tour (dont une victoire sans appel 4-0 face au Danemark qui l'avait éliminé en quart de finale 5 ans plus tôt) sans encaisser le moindre but. En quart de finale, elle affronte l'Autriche et remporte ce derby germanophone (2-0), en ayant su gérer ses temps forts et ses temps faibles malgré une belle prestation autrichienne. En demi-finale, elle écarte la France (2-1) grâce à un doublé d'Alexandra Popp (40e et 76e minute), co-meilleure buteuse de la compétition, alors que les Bleues étaient un temps revenues dans la partie à la suite d'un but contre son camp de la gardienne allemande Merle Frohms (44e minute). En finale, l'Allemagne fait face au pays hôte, l'Angleterre. Ce remake de la finale de l'édition 2009 tourne cette fois à l'avantage des Lionnesses qui s'imposent 2-1 en prolongations grâce à des réalisations d'Ella Toone (62e minute) et de Chloe Kelly (110e minute), alors que Lina Magull à la 79e minute avait un temps remis les 2 équipes à égalité. C'est la première finale d'un Euro perdue par la DFB-Frauenteam après 8 précédentes finales victorieuses.

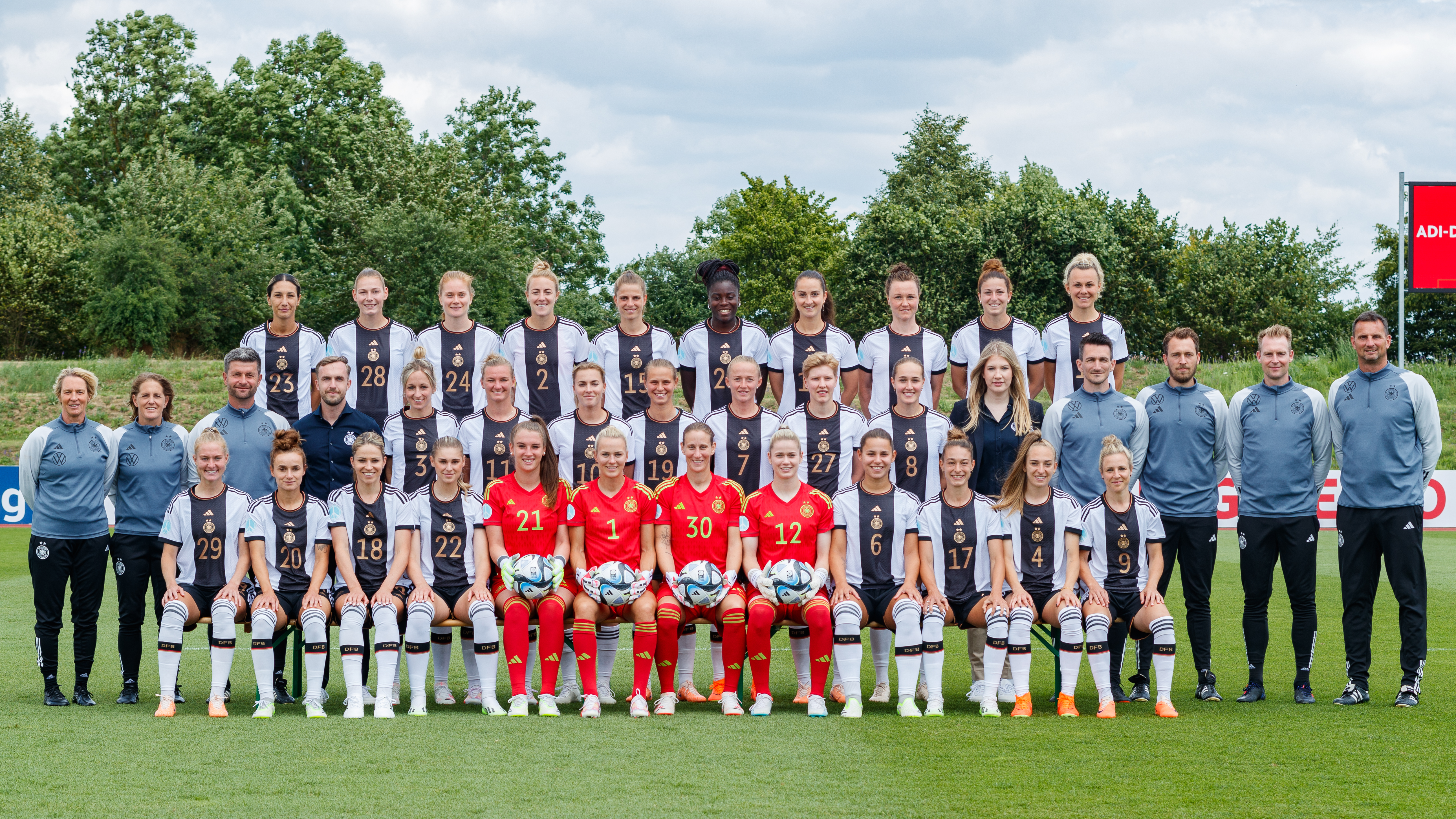
Photo de la DFB-Frauenteam avant la Coupe du monde 2023

La Coupe du monde 2023 est en revanche catastrophique pour l'Allemagne, qui prend la porte dès le 1er tour pour la première fois de son histoire en 9 participations (ses pires performances jusqu'alors étaient 3 éliminations en quarts de finale en 1999, 2011 à domicile et 2019). La DFB-Frauenteam commence pourtant le tournoi sur les chapeaux de roue au sein du groupe H en écrasant le Maroc (6-0), inexpérimenté et qui disputait la première phase finale d'une Coupe du monde de son histoire. Cependant, une défaite surprise face à la Colombie (1-2) lors de la journée suivante place l'Allemagne dans une situation délicate. La dernière journée des phases de groupes voit l'Allemagne être rapidement menée par la Corée du Sud qui conservait un mince espoir de qualification, avant de recoller au score peu avant la mi-temps grâce à un but de la tête d'Alexandra Popp. Cependant, les protégées de Martina Voss-Tecklenburg ne parviennent pas à faire la différence en 2e mi-temps (1-1), un but de Lea Schüller d'une aile de pigeon ayant été refusé à la 57e pour un hors-jeu préalable, tandis que le Maroc, qui avait déjà créé la sensation contre la Corée du Sud (1-0), a récidivé sur le même score contre une Colombie presque assurée de la qualification avant le coup d'envoi ; chipant ce faisant la 2e place du groupe au détriment des Allemandes. Cette élimination précoce a été largement décrite comme l'une des plus grandes surprises de l'histoire de la Coupe du monde féminine,,.

## Stades
| Ville          | Nbre de matchs | Période   |
| -------------- | -------------- | --------- |
| Osnabrück      | 6              | 1989-2011 |
| Ulm            | 5              | 2001-2005 |
| Augsbourg      | 3              | 2001-2011 |
| Bielefeld      | 3              | 1994-2012 |
| Bochum         | 3              | 1990-2009 |
| Duisbourg      | 3              | 1997-2012 |
| Francfort      | 3              | 2000-2011 |
| Kaiserslautern | 3              | 1988-1995 |
| Coblence       | 3              | 1982-2007 |
| Lüdenscheid    | 3              | 1984-2002 |
| Mannheim       | 3              | 1996-2012 |
| Rheine         | 3              | 1990-1998 |
| Siegen         | 3              | 1983-2005 |
| Weil am Rhein  | 3              | 1991-1999 |
| Wolfsbourg     | 3              | 2001-2011 |

L'équipe nationale d'Allemagne n'a pas de stade résident. Tout comme la sélection masculine, l'équipe féminine dispute ses matchs à domicile dans différents stades à travers le pays. Jusqu'en avril 2009, 84 villes différentes ont accueilli la sélection. Celles qui ont le plus fréquemment accueilli la sélection féminine sont Osnabrück et Ulm avec cinq rencontres, suivies de Kaiserslautern, Coblence, Lüdenscheid, Rheine, Siegen et Weil am Rhein avec trois rencontres. La première rencontre de l'équipe nationale en Allemagne de l'Est a lieu à Aue en mai 1991.

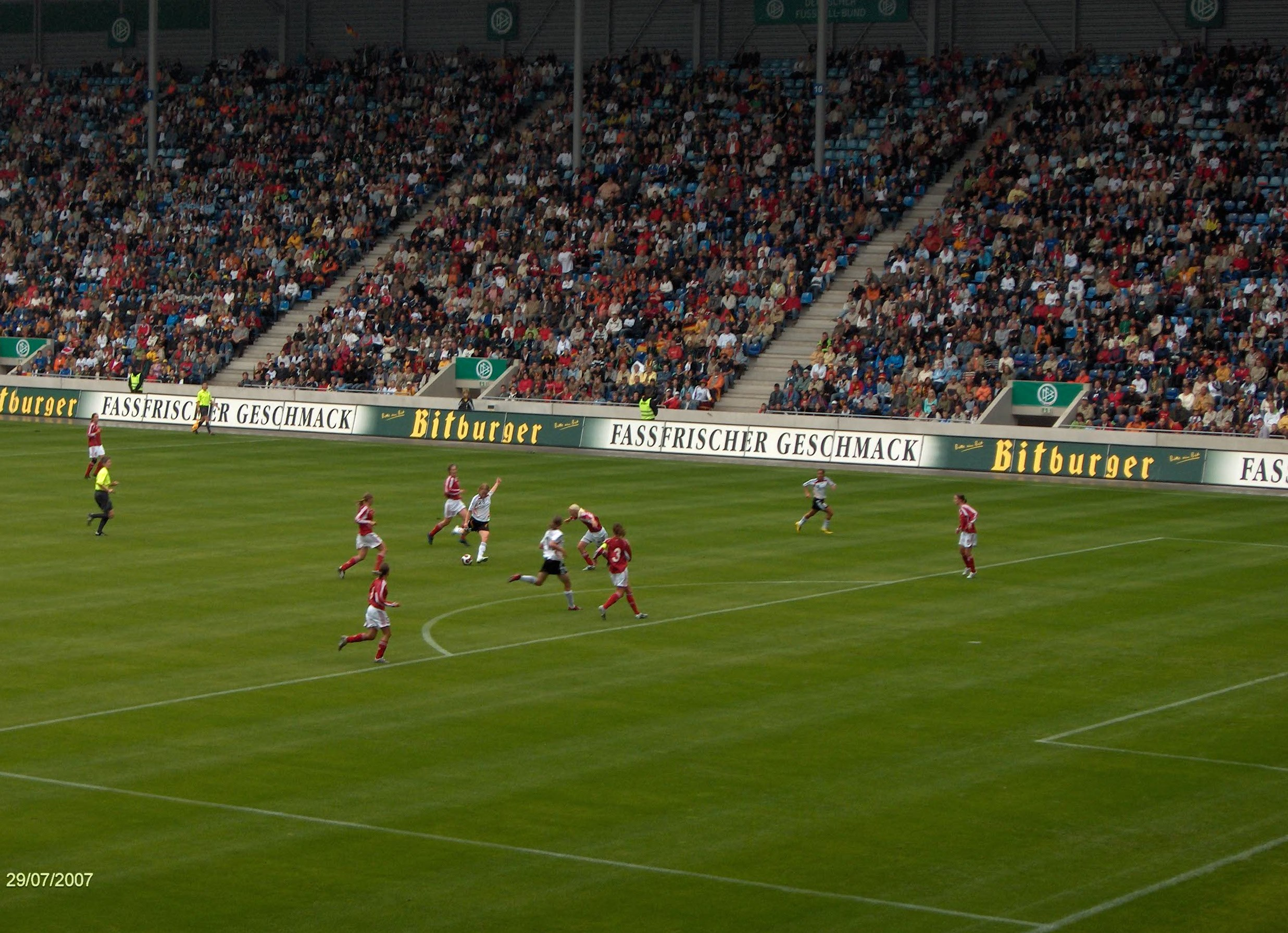
Allemagne-Danemark à la MDCC-Arena de Magdeburg.

Dans les années 1980 et 1990, les matchs à domicile se disputent dans des petites villes qui ne possèdent pas encore d'équipe professionnelle. Dès lors que la sélection nationale connait plus de succès, notamment avec sa victoire en Coupe du monde 2003, le nombre de spectateurs pour ses rencontres augmente considérablement et, aujourd'hui, la sélection joue dans des stades de 10 000 à 25 000 places. Les dix plus grandes villes d'Allemagne n'ont toutefois accueilli qu'à quatre reprises la sélection : deux fois pour Francfort, une fois pour Berlin et Hambourg (tandis que Brême, Dortmund, Düsseldorf, Essen, Cologne, Munich ou Stuttgart n'ont jamais accueilli la sélection).
Hors d'Allemagne, Faro, au Portugal, est la ville qui a le plus accueilli l'Allemagne (huit matchs), suivie de Guangzhou en Chine (six matchs) : ces villes accueillent en effet respectivement les tournois réguliers de l'Algarve Cup et le tournoi des Quatre Nations. L'Allemagne a également évolué cinq fois à Albufeira au Portugal et quatre fois à Minneapolis aux États-Unis.
Le record d'affluence pour un match de l'équipe féminine allemande est atteint lors du quart de finale de la Coupe du monde 1999 contre les États-Unis au Jack Kent Cooke Stadium à Landover avec 54 642 spectateurs. Sur son propre sol, le record est de 44 825 spectateurs à l'occasion d'un match amical contre le Brésil en avril 2009, à Commerzbank-Arena à Francfort. Il s'agit également du record sur le sol européen.

## Résultats en compétition et classement mondial
La sélection allemande prend part aux qualifications de trois grandes compétitions internationales. La Coupe du monde, mise en place en 1991 par la Fédération internationale de football association, réunit les meilleures nations mondiales et tous les continents y ont leurs représentants. L'épreuve de football féminin des Jeux olympiques, mise en place en 1996 par le Comité international olympique, est une compétition de football féminin sans restriction d'âge (les équipes nationales masculines sont obligées d'aligner des joueurs de moins de 23 ans, à l'exception de trois joueurs s'ils le désirent). Chaque continent dispose d'un représentant ou plus. Le championnat d'Europe féminin de football, mis en place par l'Union des associations européennes de football, est un tournoi continental où seules les sélections européennes sont conviées. Il existe d'autres tournois d'importance moindre par rapport aux trois autres compétitions, comme l'Algarve Cup, qui sont disputés en général dans le cadre d'une préparation à un mondial.
Dans les tableaux de classement suivants, les abréviations suivantes sont utilisées : J (matchs joués), G (nombre de matchs gagnés), N (nombre de matchs nuls), P (nombre de matchs perdus), Bp (buts pour i.e. marqués), Bc (buts contre i.e. encaissés).

### Parcours en Coupe du monde

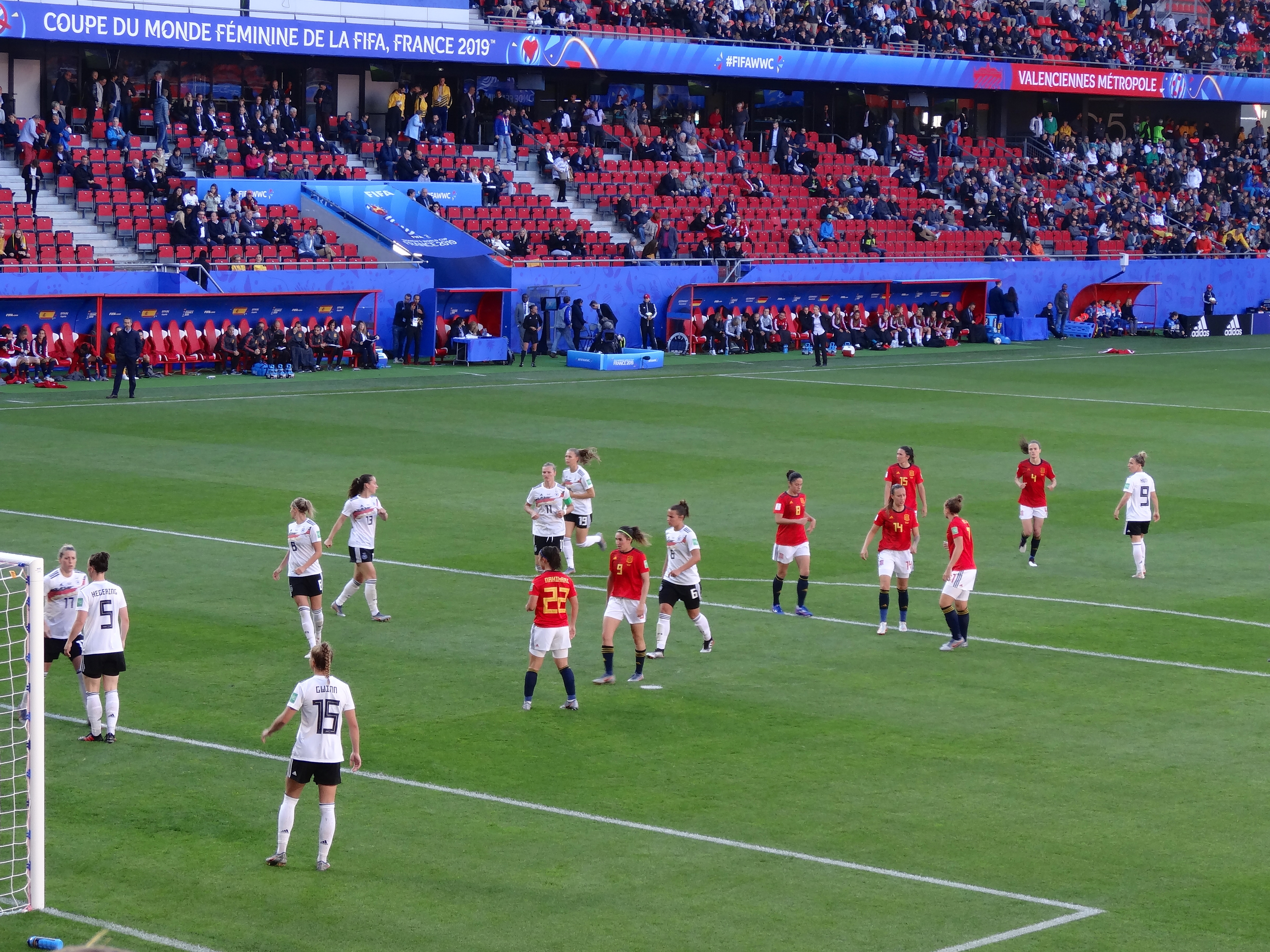
Match contre l'Espagne au mondial 2019.

L'Allemagne remporte deux fois la Coupe du monde, en 2003 et 2007. À la Coupe du monde 1991, elle termine à la 4e place. En 1995, elle atteint la finale en étant battue par la Norvège. Le pire résultat en Coupe du monde intervient en 2023 avec une élimination dès le 1er tour, une première en 9 participations. La Coupe du monde 2011 se tient en Allemagne, l'équipe allemande est ainsi automatiquement qualifiée. Battue en quart de finale par la sélection japonaise (1-0 après prolongation), elle ne remporte donc pas une troisième Coupe du monde d'affilée.
Au total, l'équipe d'Allemagne atteint à cinq reprises les demi-finales de la Coupe du monde en 9 participations. Elle participe à toutes les éditions avec un résultat total de 31 victoires, 5 nuls et 10 défaites.
| Année | Position         |      | Année            | Position |         | Année | Position |
| 1991  | Demi-finale (4e) | 2011 | Quart de finale  | 2031     | À venir |       |          |
| 1995  | Finaliste        | 2015 | Demi-finale (4e) | 2035     | À venir |       |          |
| 1999  | Quart de finale  | 2019 | Quart de finale  |          |         |       |          |
| 2003  | Vainqueur        | 2023 | 1er tour         |          |         |       |          |
| 2007  | Vainqueur        | 2027 | À venir          |          |         |       |          |

### Parcours aux Jeux olympiques d'été
L'Allemagne prend part à 6 éditions olympiques de football féminin sur 8 depuis l'instauration de la discipline en 1996 à Atlanta. Elle est éliminée en 1996 dès le premier tour en terminant troisième de sa poule derrière la Norvège (3-2 pour la Norvège) et le Brésil (1-1). Elle ne gagne qu'un seul match, celui contre le Japon 3-2. En 2000, l'Allemagne bat tous ses adversaires du premier tour : 3-0 contre l'Australie, 2-1 contre le Brésil et 1-0 contre la Suède mais est écartée en demi-finale par la Norvège (0-1) et prend la troisième place dans le match de classement en battant le Brésil 2-0. Puis en 2004 à Athènes, elle s'impose contre la Chine (8-0) et le Mexique (2-0) au premier tour. En quart de finale, elle bat le Nigeria (2-1) mais est de nouveau écartée en demi-finale par les États-Unis (1-2 après prolongation). Elle se classe troisième après sa victoire contre la Suède dans le match de classement. Lors des JO de 2008 à Pékin, elle s'impose en phase de poule à deux reprises sur le score de 1-0 contre le Nigeria et la Corée du Nord après avoir été tenue en échec par le Brésil (0-0). En quart de finale, elle élimine la Suède 2-0 après prolongation et perd une nouvelle fois en demi-finale en étant sèchement battue par le Brésil 1-4. En match de classement, elle bat le Japon 2-0 et termine une nouvelle fois troisième.
Non qualifiée pour l'édition de Londres en 2012, elle prend sa revanche quatre ans plus tard en décrochant la médaille d'or - le seul titre qui lui faisait encore défaut - après sa victoire 2-1 sur la Suède dans l'enceinte du stade Maracanã lors de la finale du tournoi olympique 2016. Elle ne peut défendre son titre lors de l'édition suivante, puisqu'elle ne se qualifie pas pour les Jeux olympiques de 2021 à Tokyo.
| Année | Position         |      | Année            | Position |         | Année | Position |
| 1996  | 1er tour         | 2012 | Non qualifiée    | 2028     | À venir |       |          |
| 2000  | Demi-finale (3e) | 2016 | Vainqueur        | 2032     | À venir |       |          |
| 2004  | Demi-finale (3e) | 2020 | Non qualifiée    |          |         |       |          |
| 2008  | Demi-finale (3e) | 2024 | Demi-finale (3e) |          |         |       |          |

### Parcours en Championnat d'Europe

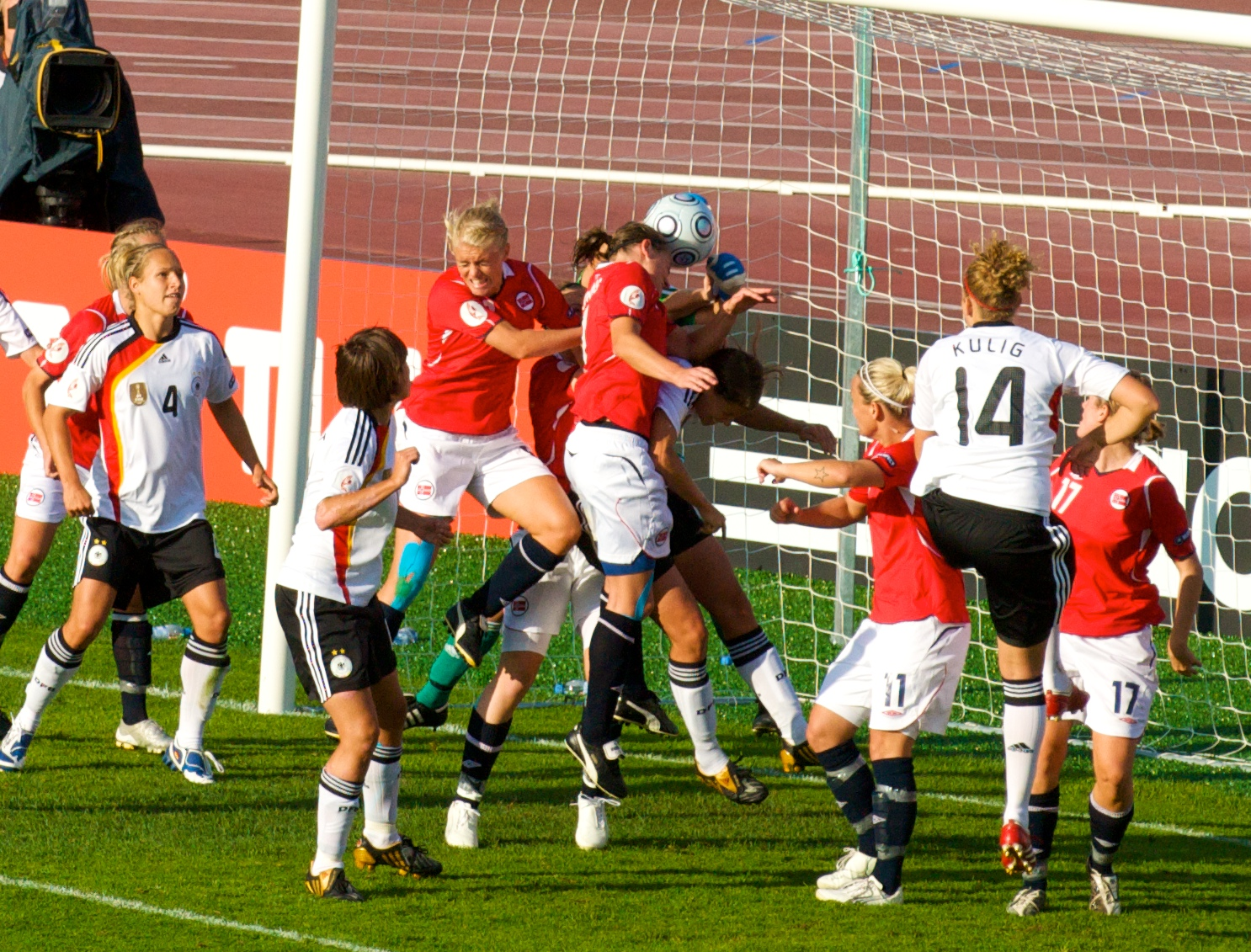
Scène du match Allemagne-Norvège (4-0) du 24 août 2009 en football lors du championnat d'Europe 2009.

La sélection allemande remporte le trophée à huit reprises en onze participations, dont six fois consécutivement entre 1995 et 2013. Elle est la sélection la plus victorieuse dans cette compétition.
L'Allemagne ne réussit pas à se qualifier pour les demi-finales lors des deux premières éditions, étant battue en phase de qualifications. En 1989, en s'extirpant de son groupe de qualification devant l'Italie, la Hongrie et la Suisse, elle accède aux quarts de finale où elle élimine la Tchécoslovaquie. Lors du tournoi final organisé en Allemagne, elle s'impose contre l'Italie aux tirs au but en demi-finale et bat la Norvège en finale 4-1 pour décrocher son premier titre. En 1991, elle remporte de nouveau le trophée contre la Norvège 3-1 après prolongations. En 1993, elle perd son titre face à l'Italie en demi-finale aux tirs au but. À partir de 1995, l'Allemagne gagne toutes les éditions jusqu'en 2013, s'imposant en finale contre la Suède (3-2) en 1995, contre l'Italie (2-0) en 1997, contre la Suède (1-0) en 2001 et enfin contre la Norvège (3-1) en 2005. Lors de l'édition 2009, l'équipe s'impose 6-2 en finale contre l'Angleterre. L'édition 2013 se conclut sur une victoire des Allemandes par 1 but à 0 face à la Norvège. En 2017, l'Allemagne s'incline en quarts de finale contre le Danemark (1-2) et voit sa série de six sacres consécutifs s'arrêter. C'est la première fois depuis 1993 que l'Allemagne est éliminée avant d'atteindre la finale. Elle se hisse à nouveau en finale en 2022, mais elle y est battue en prolongations par l'Angleterre, pays hôte de la compétition, sur le score de 1-2, ce qui représente en outre sa première finale perdue dans le cadre d'un championnat d'Europe.
| Année | Position      |      | Année     | Position |                 | Année | Position |
| 1984  | Non qualifiée | 1995 | Vainqueur | 2013     | Vainqueur       |       |          |
| 1987  | Non qualifiée | 1997 | Vainqueur | 2017     | Quart de finale |       |          |
| 1989  | Vainqueur     | 2001 | Vainqueur | 2022     | Finaliste       |       |          |
| 1991  | Vainqueur     | 2005 | Vainqueur | 2025     | 1/2 finale      |       |          |
| 1993  | Demi-finale   | 2009 | Vainqueur |          |                 |       |          |

#### Parcours en Ligue des Nations
| Édition   | Ligue | Phase de Groupe | Phase de Groupe | Phase de Groupe | Phase de Groupe | Phase de Groupe | Phase de Groupe | Phase de Groupe | Phase finale | Phase finale | Phase finale | Phase finale | Phase finale | Phase finale | Phase finale | Phase finale |
| Édition   | Ligue | Class.          | J               | G               | N               | P               | bp              | bc              | Pays hôte    | Résultat     | J            | G            | N            | P            | bp           | bc           |
| --------- | ----- | --------------- | --------------- | --------------- | --------------- | --------------- | --------------- | --------------- | ------------ | ------------ | ------------ | ------------ | ------------ | ------------ | ------------ | ------------ |
| 2023-2024 | A     | 1/4             | 6               | 4               | 1               | 1               | 14              | 3               | 2024         | 3e           | 2            | 1            | 0            | 1            | 3            | 2            |
| 2025      | A     | 1/4             | 6               | 5               | 1               | 0               | 26              | 4               | 2025         | À venir      |              |              |              |              |              |              |
| Total     | Total | Total           | 12              | 9               | 2               | 1               | 40              | 7               | Total        | Total        | 2            | 1            | 0            | 1            | 3            | 2            |

### Autres tournois
L'Allemagne participe à d'autres tournois annexes dont l'Algarve Cup au Portugal, qu'elle remporte en 2006, ou le tournoi des Quatre Nations en Chine, où sa meilleure performance est une deuxième place en 2002.

### Classement mondial féminin de la FIFA
Le classement mondial féminin de la FIFA est mis en place le 16 juillet 2003 et est mis à jour tous les trois mois. Lors de l'instauration de ce classement, l'Allemagne pointe à la 3e place derrière les États-Unis et la Norvège. En octobre 2003, l'Allemagne prend la tête de ce classement après sa victoire lors de la Coupe du monde 2003. Elle garde le premier rang mondial jusqu'en mars 2007 au profit des États-Unis avant de le récupérer en octobre 2007 au lendemain de son deuxième titre mondial. En mars 2008, elle est de nouveau reléguée en seconde position derrière les États-Unis, puis à la troisième place en mars 2009 derrière le Brésil. Après sa victoire à l'Euro 2009, l'Allemagne récupère la seconde place de ce classement derrière les États-Unis en septembre 2009.
Depuis l'instauration de ce classement, seules 8 nations sont parvenues à devancer l'Allemagne : les États-Unis, la Norvège, le Brésil, la Suède, les Pays-Bas, l'Angleterre, l'Espagne et la France.
| Année              | 2003 | 2004 | 2005 | 2006 | 2007 | 2008 | 2009 | 2010 | 2011 | 2012 | 2013 | 2014 | 2015 | 2016 | 2017 | 2018 | 2019 | 2020 | 2021 | 2022 | 2023 | 2024 |
| ------------------ | ---- | ---- | ---- | ---- | ---- | ---- | ---- | ---- | ---- | ---- | ---- | ---- | ---- | ---- | ---- | ---- | ---- | ---- | ---- | ---- | ---- | ---- |
| Classement mondial | 1    | 1    | 1    | 1    | 1    | 2    | 2    | 2    | 2    | 2    | 2    | 1    | 2    | 2    | 2    | 2    | 2    | 2    | 3    | 2    | 6    | 3    |
| Classement UEFA    | 1    | 1    | 1    | 1    | 1    | 1    | 1    | 1    | 1    | 1    | 1    | 1    | 1    | 1    | 1    | 1    | 1    | 1    | 2    | 1    | 5    | 2    |

## Sélectionneurs
L'ancien joueur professionnel allemand Christian Wück est l'actuel DFB-Trainer employé par la Fédération allemande de football (sélectionneur de l'équipe d'Allemagne de football féminin). En tant que joueur, il a disputé 13 rencontres et inscrit 3 buts avec l'Allemagne espoirs de 1992 à 1994.

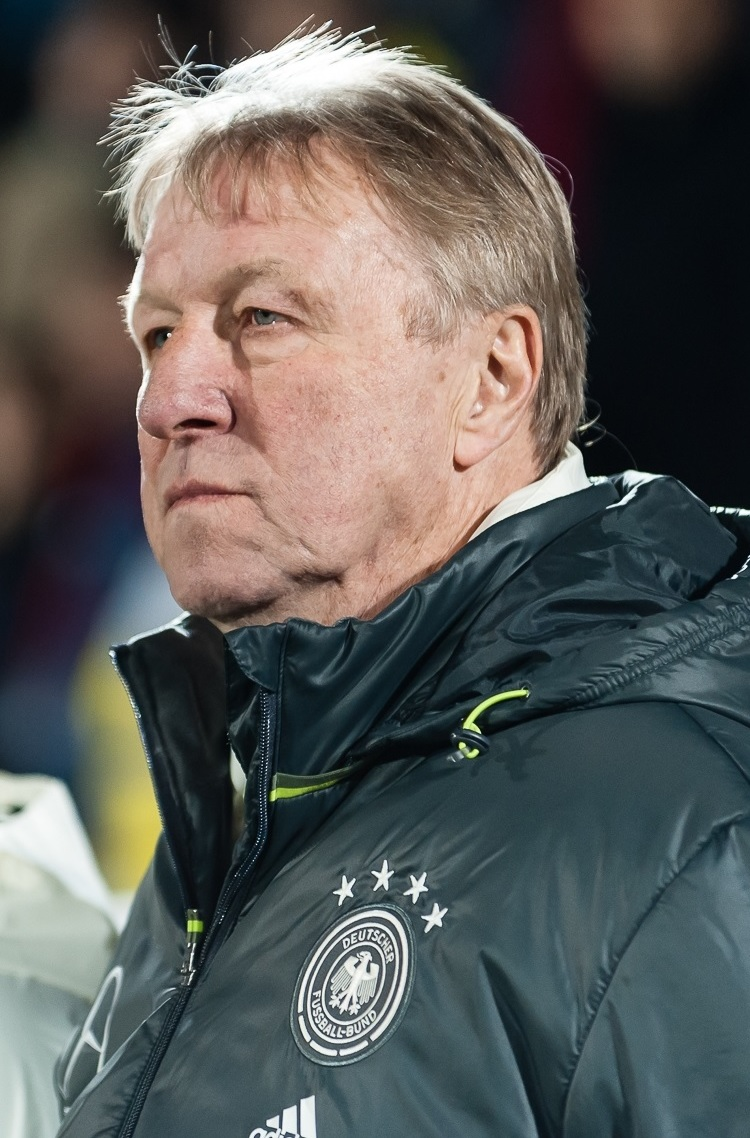
Horst Hrubesch, sélectionneur de l'équipe par intérim (photographié en 2016)

- 1982-1996 : Gero Bisanz est le premier sélectionneur de l'équipe féminine d'Allemagne. Il débute en septembre 1982[10]. Dans le même temps, il travaille comme instructeur en chef des entraînements au sein de la DFB entre 1971 et 2000[7]. Bisanz est à la tête de la sélection allemande qui remporte trois championnats d'Europe en 1989, 1991 et 1995[56] et perd une finale de Coupe du monde en 1995. Il démissionne après l'élimination au premier tour de l'Allemagne aux Jeux olympiques de 1996 à Atlanta[57]. Avec son adjointe, Tina Theune-Meyer, il met en place un système de détection et un programme pour jeunes au sein de la DFB[10].
- 1996-2005 : Tina Theune-Meyer prend la tête de la sélection après les Jeux olympiques de 1996. Elle est la première femme à entraîner la sélection nationale en Allemagne. Elle poursuit le travail de Bisanz, remporte trois nouveaux titres de champion d'Europe en 1997, 2001 et 2005 et permet à l'Allemagne de remporter deux médailles de bronze aux Jeux olympiques en 2000 et 2004[58]. Son plus grand succès est le titre de championne du monde en 2003. Elle est de nos jours la sélectionneuse la plus victorieuse avec la sélection allemande. Elle a bénéficié du programme de détection et des jeunes dont une partie issue de la sélection des moins de 19 ans ont accédé à l'équipe nationale. Elle quitte ses fonctions après la victoire en championnat d'Europe en 2005[59].
- 2005-2016 : Silvia Neid est entraîneuse-adjointe de la sélection nationale de 1996 à 2005 et est à la tête de la sélection allemande des moins de 19 ans avec qui elle remporte les Championnats du monde 2004[60]. En juillet 2005, elle prend la tête de la sélection nationale et remporte l'Algarve Cup dès son arrivée[61]. Quand l'Allemagne enlève la Coupe du monde 2007, Neid devient la première sélectionneuse allemande (hommes et femmes confondus) à la remporter dès sa première participation. Aux Jeux olympiques de 2008, l'Allemagne décroche la médaille de bronze pour la troisième fois consécutive, enfin elle remporte son premier titre continental lors de l'Euro 2009. Son contrat court jusqu'en 2013 et son adjointe est Ulrike Ballweg[54].
- 2016-2018 : Le 30 mars 2015, la DFB a annoncé que Steffi Jones deviendrait la nouvelle sélectionneuse allemande en 2016[62].
- 2018 : Horst Hrubesch a assuré l'intérim en 2018[63].
- 2019-2023 : Martina Voss-Tecklenburg est ensuite devenue la nouvelle entraîneuse en 2019. Le contrat a été résilié en novembre 2023[64].
- 2023-2024 : Horst Hrubesch a repris l'intérim en octobre 2023[65].
- 2024 : Christian Wück prend les rênes de l'équipe après les JO de Paris 2024[66]

## Records et statistiques

### Records en sélection

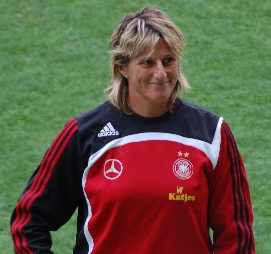
Silke Rottenberg détient le record de sélections pour une gardienne.

L'ancienne capitaine Birgit Prinz détient le record de sélections allemandes avec 198 capes depuis ses débuts en 1994. Elle est l'une des quinze Allemandes à avoir atteint la barre des cent sélections. La seconde Allemande la plus capée est Kerstin Stegemann avec 191 sélections. Bettina Wiegmann avec 154 sélections est la plus sélectionnée des joueuses retraitées. Kerstin Garefrekes a été, à 29 ans, la plus jeune Allemande à atteindre les cent sélections.
Le record de buts marqués en sélection allemande est détenu par Birgit Prinz. Elle marque son premier but en sélection en juillet 1994 contre le Canada et totalise 124 buts sous le maillot allemand (soit 0,64 but/match). Heidi Mohr, seconde de ce classement, est la joueuse la plus performante avec une moyenne de 0,80 but/match (83 buts en 104 sélections). Deux joueuses détiennent le record de buts dans un match : la première, Conny Pohlers inscrit 5 buts en octobre 2001 contre le Portugal et la seconde Inka Grings fait de même contre le Portugal en février 2004. L'actuelle sélectionneuse est quatrième du classement des buteuses avec 48 buts en 111 sélections.
La plus large victoire de l'Allemagne est enregistrée contre le Kazakhstan dans un match de qualification pour le championnat d'Europe 2013 sur le score de 17-0. La plus sévère défaite a lieu face aux États-Unis sur le score de 6-0 dans un match amical en mars 1996.
Silke Rottenberg détient le record de sélections allemandes pour une gardienne avec 126 sélections. Elle détient aussi le record national de 67 matchs sans concéder de but. L'actuelle gardienne, Nadine Angerer, est seconde de ce classement avec 81 sélections. Bettina Wiegmann détient le record de tirs au but marqués sous la maillot allemand avec 14 réalisations et est suivie par Renate Lingor avec huit réalisations. Le seul but contre son camp allemand enregistré est la réalisation de Tina Wunderlich lors de la demi-finale des Jeux olympiques 2000 contre la Norvège.
| Rang | Joueuse           | Nbre de sélections | Buts marqués | Années    |
| ---- | ----------------- | ------------------ | ------------ | --------- |
| 1    | Birgit Prinz      | 214                | 128          | 1994-2011 |
| 2    | Kerstin Stegemann | 191                | 8            | 1995-2009 |
| 3    | Ariane Hingst     | 174                | 10           | 1996-2011 |
| 4    | Anja Mittag       | 158                | 50           | 2004-2017 |
| 5    | Bettina Wiegmann  | 154                | 51           | 1989-2003 |
| 6    | Renate Lingor     | 149                | 35           | 1995-2008 |
| 7    | Sandra Minnert    | 147                | 16           | 1992-2007 |
| 8    | Nadine Angerer    | 146                | 0            | 1996-2015 |
| 9    | Alexandra Popp    | 145                | 67           | 2010-2024 |
| 10   | Doris Fitschen    | 144                | 16           | 1986-2001 |

| Rang | Joueuse            | Buts marqués | Nbre de sélections | Années    |
| ---- | ------------------ | ------------ | ------------------ | --------- |
| 1    | Birgit Prinz       | 128          | 214                | 1994-2011 |
| 2    | Heidi Mohr         | 83           | 104                | 1986-1996 |
| 3    | Alexandra Popp     | 67           | 145                | 2010-2024 |
| 4    | Inka Grings        | 64           | 96                 | 1996-2011 |
| 5    | Célia Šašić        | 63           | 111                | 2005-2015 |
| 6    | Bettina Wiegmann   | 51           | 154                | 1989-2003 |
| 7    | Anja Mittag        | 50           | 158                | 2004-2017 |
| 8    | Silvia Neid        | 48           | 111                | 1982-1996 |
| 9    | Lea Schüller       | 45           | 67                 | 2017-     |
| 10   | Kerstin Garefrekes | 43           | 130                | 2001-2011 |

#### Record de la sélection
La sélection allemande détient également plusieurs records internationaux. En 2007, elle est la première équipe à remporter deux fois consécutivement la Coupe du monde, à signer la plus large victoire dans cette compétition (11-0 contre l'Argentine), un record qui sera battu en 2019 avec un succès 13-0 des Américaines sur la Thaïlande, et à décrocher le titre mondial sans encaisser le moindre but,. Avec 14 buts, Prinz est la meilleure buteuse de la Coupe du monde et a reçu à trois reprises le titre de meilleure joueuse de la FIFA.

## Couleurs

Emblème pour les Jeux olympiques.

La tenue de la sélection nationale féminine allemande se compose d'un maillot blanc, d'un short noir et de chaussettes blanches, suivant en cela la tradition de l'équipe masculine où le blanc et le noir sont les couleurs de la Prusse. Le maillot est décoré de bandes rouges et or du cou jusqu'en bas du maillot. Auparavant, la sélection allemande a revêtu une tenue avec maillot vert, short blanc et bas verts.
L'emblème de la sélection féminine est le même que celui de l'équipe masculine : une variante du logo de la Fédération allemande de football. Ce logo est constitué de l'aigle (symbole de la Confédération germanique) avec trois étoiles symbolisant les trois victoires de l'équipe d'Allemagne masculine (1954, 1974 et 1990). Pour la sélection féminine, la première étoile symbolise sa première victoire en Coupe du monde en 2003 et la seconde étoile celle de 2007. Elles sont situées au-dessus de l'emblème. L'Allemagne, selon la charte olympique, ne porte pas son uniforme officiel avec le logo de la fédération allemande lors des épreuves olympiques, il est remplacé par les armoiries de l'Allemagne. La sélection féminine, comme toutes les autres équipes de la sélection allemande, est sponsorisée par la marque Adidas qui dessine depuis 1999 un maillot distinct de celui des hommes. Le sponsor principal de l'équipe est ALNO (fabricant de cuisines).

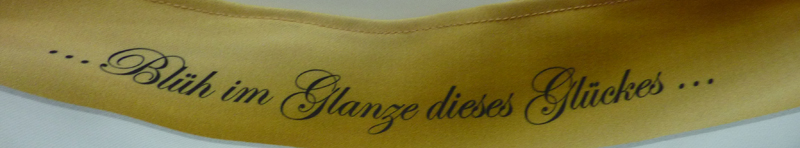
Fleuris, dans l'éclat de ce bonheur.

## Popularité

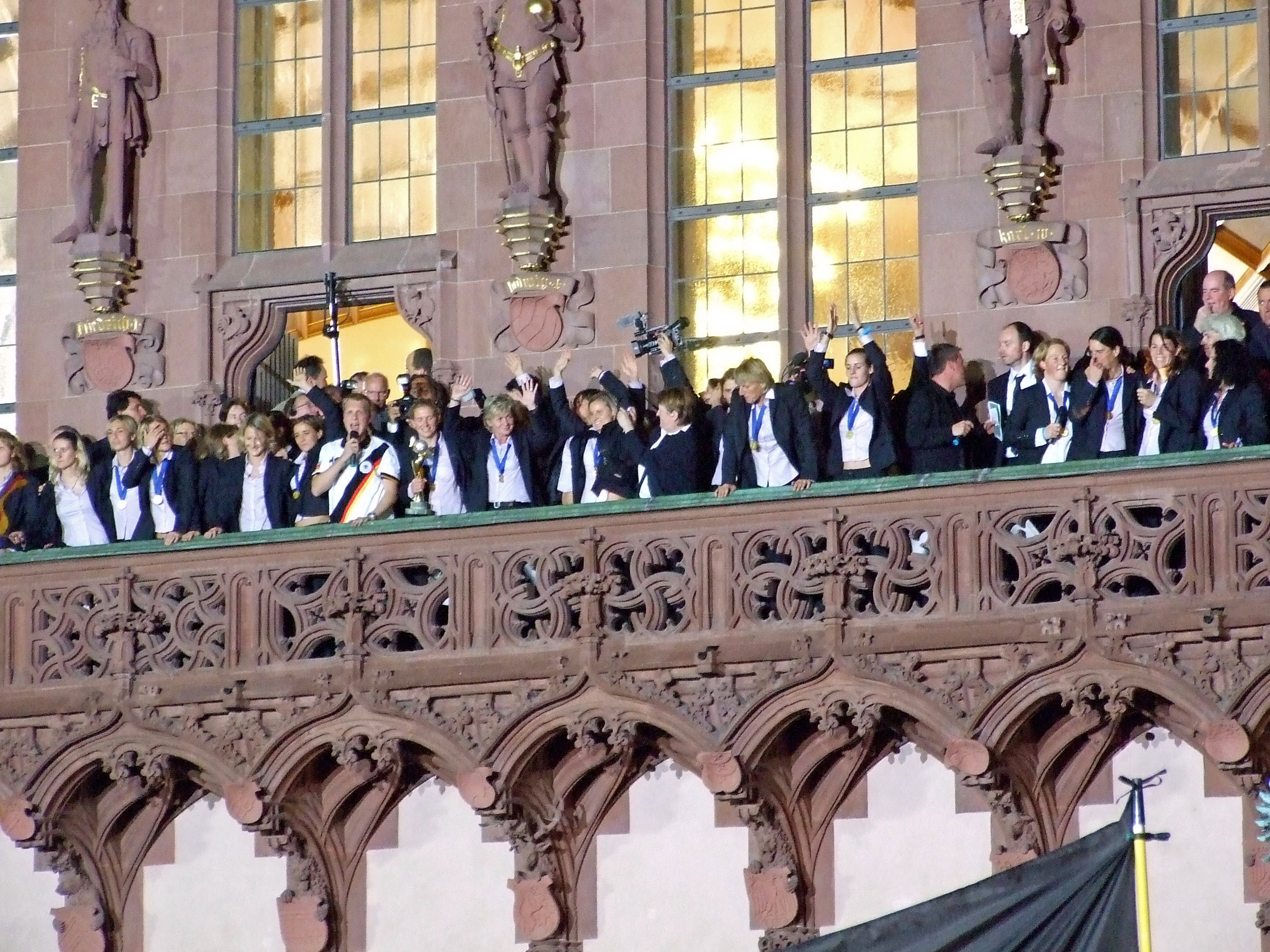
Arrivée à Francfort après la victoire en Coupe du monde 2007.

Durant une bonne partie du XXe siècle, le football féminin en Allemagne reste confidentiel. Quand la fédération allemande confie à Gero Bisanz le soin de mettre en place une sélection féminine, celui-ci pense que cela n'affectera pas sa réputation. Le titre de champion d'Europe en 1989, premier succès international, n'a qu'un effet limité sur la popularité de l'équipe nationale. Comme cadeau à la suite de ce titre, chaque joueuse reçoit un service à thé : la teneur de ce cadeau est souvent cité comme un exemple de misogynie et d'un manque d'intérêt évident pour la sélection nationale féminine à cette période.
L'attitude de la fédération allemande change considérablement lors des deux dernières décennies, notamment sous l'influence de l'actuel président Theo Zwanziger, un réel défenseur du football féminin. En 2008, en Allemagne, 1 022 824 des 6 684 462 licenciés de football sont des femmes.
La Coupe du monde 2003 marque un tournant dans l'histoire de l'équipe nationale d'Allemagne. La finale a été suivie par 10 480 000 téléspectateurs en Allemagne, soit 33,2 % d'audimat La sélection est ensuite accueillie par 10 000 supporters à la mairie de Francfort. Cette même année, la sélection est élue « équipe sportive de l'année en Allemagne ». Depuis 2005, tous les matchs de la sélection féminine sont retransmis à la télévision.

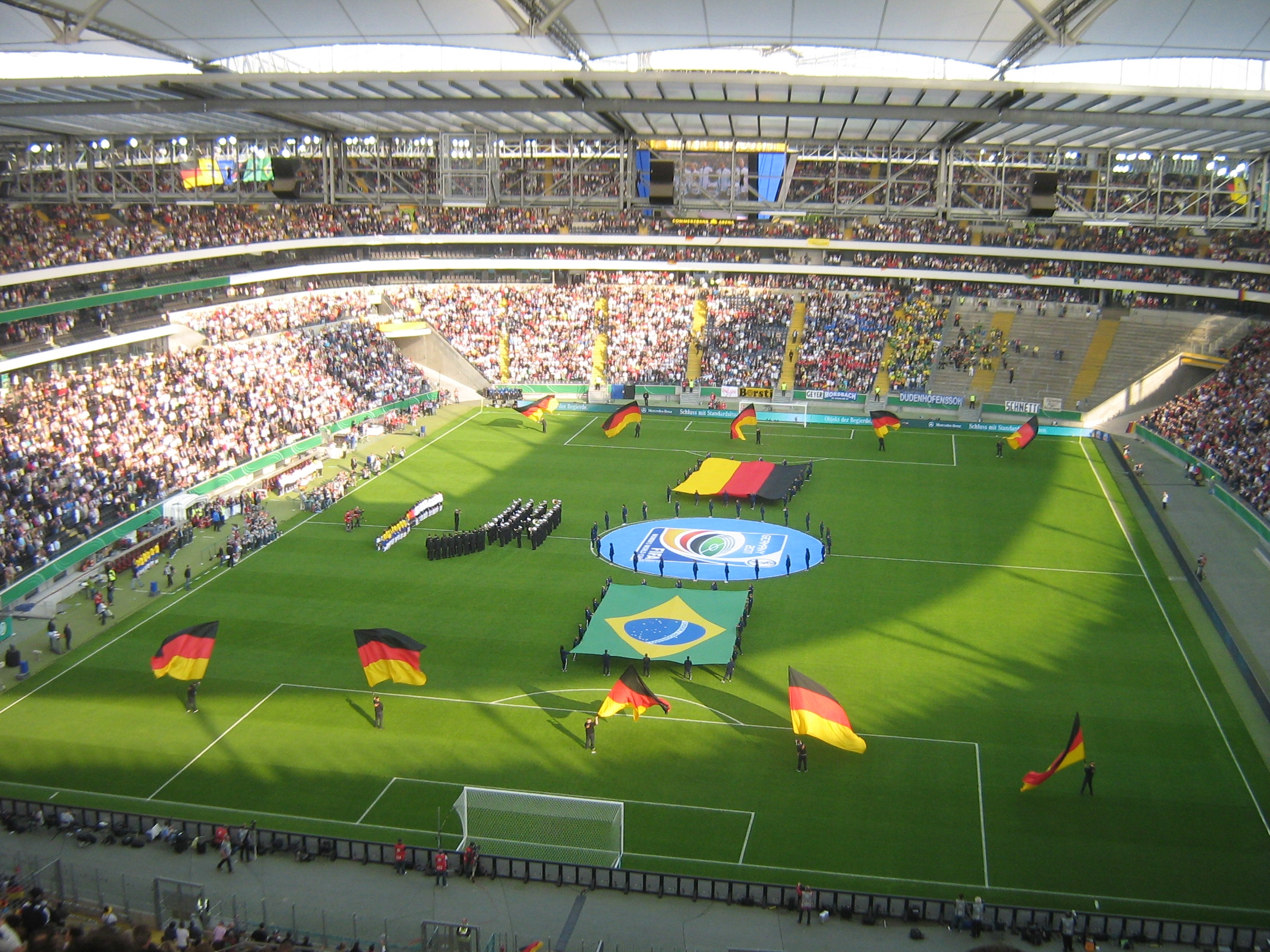
Avec 44825 spectateurs, le match Allemagne-Brésil à Francfort établit alors en 2009 le record d'affluence en Europe pour un match entre sélections féminines.

La finale de la Coupe du monde 2007 a été suivie par 9 millions de téléspectateurs (soit 50,5 % d'audimat). Lors de leur retour en Allemagne, les joueuses sont accueillies par 20 000 supporters à Francfort. En décembre 2007, toutes les joueuses de la sélection ayant participé à la Coupe du monde 2007 reçoivent la  médaille Silbernes Lorbeerblatt, la plus haute distinction allemande pour les athlètes. L'entraîneuse Silvia Neid reçoit la Croix du Mérite au ruban remise par le président allemand Horst Köhler.
En 2008, la moyenne d'affluence des matchs disputés par l'Allemagne à domicile est de 14 605 spectateurs. Toutefois, cette popularité se limite à la sélection nationale, puisque la moyenne d'affluence du championnat d'Allemagne de football féminin, même si elle a doublé entre 2003 et 2008,, n'est que de 887 spectateurs/match et ne représente que 3 % de l'affluence moyenne du championnat d'Allemagne masculin (38 612 spectateurs/matchs).
Désormais, le football féminin est accepté socialement en Allemagne bien que l'une des critiques les plus marquées soit le manque de qualité des matchs féminins par rapport aux matchs masculins. La sélection féminine a néanmoins disputé plusieurs matchs amicaux contre des équipes masculines. En préparation de la Coupe du monde 2003, la sélection féminine allemande s'est inclinée 3-0 contre l'équipe des moins de 17 ans du club allemand du VfB Stuttgart. La joueuse Renate Lingor déclare qu'il s'agit de « deux sports différents » et des joueuses telles que Simone Laudehr, Ariane Hingst et Melanie Behringer font remarquer que le football masculin est plus rapide que sa version féminine et que les tacles sont plus brutaux,. Linda Bresonik déclare préférer regarder les matchs de football masculin.